# Microsoft Virtual Server
Microsoft Virtual Server es una aplicación que facilita la creación de máquinas virtuales en los sistemas operativos Windows XP y Windows Server 2003. Originalmente fue desarrollado por Connectix, siendo adquirido posteriormente por Microsoft. 
Las máquinas virtuales son creadas y gestionadas mediante la interfaz web de IIS o la aplicación cliente de Windows denominada VMRCplus.
Microsoft Virtual Server es más avanzado que Microsoft Virtual PC ya que está dirigido a usuarios de la plataforma Windows Server, mientras que Microsoft Virtual PC está dirigido a usarios de sistemas operativos cliente de Windows. Por ejemplo Microsoft Virtual PC está orientado a ser usado por un solo usuario mientras que Microsoft Virtual Server está orientado a ser usado por varios. Además Microsoft Virtual Server soporta virtualizar más variedad de hardware.

## Historia
El 3 de abril de 2006, Microsoft creó Virtual Server Enterprise Edition como descarga gratuita para competir con los programas (también gratuitos) de virtualización, VMware y Xen.
Microsoft Virtual Server R2 SP1 permite la virtualización en Intel VT (IVT) y AMD Virtualization (AMD-V).
Microsoft Virtual Server 2005 R2 SP1 incluye soporte para el sistema operativo Linux , Virtual Disk Precompactor, SMP (pero no para el sistema operativo virtual), x64 soporte de sistema operativo anfitrión (pero no para el sistema operativo virtual), habilidad de montaje de discos duros virtuales en sistemas operativos anfitriones y sistemas operativos adicionales, incluyendo Windows Vista. También dispone del escritor Volume Shadow Copy que crea recuperaciones del sistema operativo virtual en Windows Server 2003 o Windows Server 2008.
Este producto ha sido reemplazado por Microsoft Hyper-V.

## Limitaciones
A fecha de septiembre de 2007, las limitaciones encontradas son:
- Aunque Virtual Server 2005 R2 puede funcionar en procesadores x64, no puede crear sistemas operativos virtuales que requieran procesadores x64.
- También permite usar SMP, pero no virtualizarlo (no permite el uso de más de una CPU por sistema operativo virtual). Lo que significa que aunque Virtual Server 2005 R2 puede funcionar en procesadores de varios núcleos, la máquina virtualizada sólo podrá tener un procesador.